# 73e parallèle sud
Pour les articles homonymes, voir 73e parallèle.
En géographie, le 73e parallèle sud est le parallèle joignant les points de la surface de la Terre dont la latitude est égale à 73° sud.

## Géographie

### Dimensions
Dans le système géodésique WGS 84, au niveau de 73° de latitude sud, un degré de longitude équivaut à 32,647 km ; la longueur totale du parallèle est donc de 11 753 km, soit environ 29 % de celle de l'équateur. Il en est distant de 8 104 km et du pôle Sud de 1 898 km,.

### Régions traversées
Le 73e parallèle sud passe au-dessus de l'Antarctique sur plus de la moitié de sa longueur, le reste étant situé sur l'océan Austral.
Le tableau ci-dessous résume les différentes zones traversées par le parallèle :
| Zone          | Début                 | Fin                   | Longueur (km) |
| ------------- | --------------------- | --------------------- | ------------- |
| Antarctique   | 73° 00′ S, 13° 54′ O  | 73° 00′ S, 166° 44′ E | 5 897         |
| Océan Austral | 73° 00′ S, 166° 44′ E | 73° 00′ S, 166° 53′ E | 5             |
| Antarctique   | 73° 00′ S, 166° 53′ E | 73° 00′ S, 169° 39′ E | 90            |
| Océan Austral | 73° 00′ S, 169° 39′ E | 73° 00′ S, 105° 18′ O | 2 777         |
| Antarctique   | 73° 00′ S, 105° 18′ O | 73° 00′ S, 105° 10′ O | 4             |
| Océan Austral | 73° 00′ S, 105° 10′ O | 73° 00′ S, 103° 35′ O | 52            |
| Antarctique   | 73° 00′ S, 103° 35′ O | 73° 00′ S, 102° 18′ O | 42            |
| Océan Austral | 73° 00′ S, 102° 18′ O | 73° 00′ S, 101° 30′ O | 26            |
| Antarctique   | 73° 00′ S, 101° 30′ O | 73° 00′ S, 100° 55′ O | 19            |
| Océan Austral | 73° 00′ S, 100° 55′ O | 73° 00′ S, 99° 39′ O  | 41            |
| Antarctique   | 73° 00′ S, 99° 39′ O  | 73° 00′ S, 98° 01′ O  | 53            |
| Océan Austral | 73° 00′ S, 98° 01′ O  | 73° 00′ S, 94° 24′ O  | 118           |
| Antarctique   | 73° 00′ S, 94° 24′ O  | 73° 00′ S, 94° 08′ O  | 9             |
| Océan Austral | 73° 00′ S, 94° 08′ O  | 73° 00′ S, 91° 32′ O  | 85            |
| Antarctique   | 73° 00′ S, 91° 32′ O  | 73° 00′ S, 90° 52′ O  | 22            |
| Océan Austral | 73° 00′ S, 90° 52′ O  | 73° 00′ S, 90° 26′ O  | 14            |
| Antarctique   | 73° 00′ S, 90° 26′ O  | 73° 00′ S, 89° 36′ O  | 27            |
| Océan Austral | 73° 00′ S, 89° 36′ O  | 73° 00′ S, 89° 22′ O  | 8             |
| Antarctique   | 73° 00′ S, 89° 22′ O  | 73° 00′ S, 88° 27′ O  | 30            |
| Océan Austral | 73° 00′ S, 88° 27′ O  | 73° 00′ S, 79° 16′ O  | 300           |
| Antarctique   | 73° 00′ S, 79° 16′ O  | 73° 00′ S, 78° 18′ O  | 32            |
| Océan Austral | 73° 00′ S, 78° 18′ O  | 73° 00′ S, 75° 27′ O  | 93            |
| Antarctique   | 73° 00′ S, 75° 27′ O  | 73° 00′ S, 74° 13′ O  | 40            |
| Océan Austral | 73° 00′ S, 74° 13′ O  | 73° 00′ S, 68° 42′ O  | 180           |
| Antarctique   | 73° 00′ S, 68° 42′ O  | 73° 00′ S, 60° 42′ O  | 261           |
| Océan Austral | 73° 00′ S, 60° 42′ O  | 73° 00′ S, 13° 54′ O  | 1 528         |
| Antarctique   | 73° 00′ S, 13° 54′ O  | 73° 00′ S, 166° 44′ E | 5 897         |